# Lofsiunger Herran Gudh
Lofsiunger Herran Gudh är en  psalm i 5 verser av Haquin Spegel. Psalmen utgår från Psaltaren 149.
Texten i 1695 års psalmbok inleds med:
Lofsiunger Herran Gudh
Medh psalmers söta liud
Enligt 1697 års koralbok är det samma melodi som till psalmen In dulci jubilo (nr 130).

## Publicerad som
- Nr 111 i 1695 års psalmbok under rubriken "Konung Davids Psalmer".